# Jie (Xia)
Jie (chiń. 桀, pinyin Jié), według innych źródeł Gui (chiń. 癸, pinyin Guǐ) – 17. i ostatni władca Chin z dynastii Xia, panujący w latach 1818–1767 p.n.e.
Jego panowanie zakończyło się po klęsce w bitwie pod Mingtiao, w której jego wojska zostały pokonane przez siły dynastii Shang. Jie podjął się ucieczki, jednak został złapany.